# Muhlenbergia diversiglumis
Muhlenbergia diversiglumis är en gräsart som beskrevs av Carl Bernhard von Trinius. Muhlenbergia diversiglumis ingår i släktet muhlygräs, och familjen gräs. Inga underarter finns listade i Catalogue of Life.